# Deidades primordiales de la mitología griega
Las entidades o deidades primordiales de la mitología griega corresponden a las deidades primordiales de esta mitología que generalmente son identificadas con elementos o principios naturales que existieron en los inicios del mundo en las cosmogonías y teogonías de la mitología griega; siendo descritas como las personificaciones y/o encarnaciones de estos conceptos primordiales.
Los mitos cosmogónicos eran habituales en el Oriente Próximo desde el III milenio a. C. Con el auge de su civilización, los poetas griegos comenzaron a adoptar estos mitos. 
Para el filólogo clásico Herbert Jennings Rose, mientras Homero organiza a los dioses a la manera en que se haría con un clan humano, Hesíodo presenta una cosmogonía de entidades primigenias que solo luego se van enlazando genealógicamente. Para encontrar una genealogía completa y propia hay que recurrir a la Teogonía de Hesíodo, que es tanto una cosmogonía como una teogonía, y puede considerarse la tradición mitológica griega más fundamental, punto de partida para los desarrollos posteriores. Un ejemplo de la manera en que la especulación ulterior se apodera de la narración hesiódica se ha señalado en Las metamorfosis de Ovidio, donde Caos se presenta como una mezcla completamente informe de los elementos o de las propiedades esenciales de la materia, tales como duro y blando, pesado y liviano, etc.
Nótese que el concepto de «deidad primordial» nunca es utilizado en las fuentes mitográficas pero es una herramienta moderna y útil para englobar a las fuerzas divinas que existieron al principio de las cosmogonías. En todo caso el vocablo «protogono o protógeno» (πρωτόγονος o πρωτογενής, «primogénito»), que sí está atestiguado en las fuentes, nunca se utiliza en el contexto de definir a un dios primordial. Como teónimo ‘Protogono’ sólo hace referencia a Fanes.

## Catálogo de primordiales
Específicamente en la mitología griega solo un puñado de dioses son descritos sin progenitores, esto es, ya existían al principio de las cosmogonías. Como parte de su papel fundamental son descritos como creadores de todas las cosas o progenitores del resto de deidades. Estas fuerzas personificadas son el amor, el agua, el orden, el tiempo, la tierra, el aire, la oscuridad y la luz. Sea como fuere de entre esos seres inengendrados se encuentran Aer (Ἀήρ), Ananké (Ἀνάγκη), Calígine (Calīgo), Caos (Χάος), Crono (Χρόνος), Ctonia (Χθονίη), Érebo (Ἔρεβος), Eros (Ἔρως), Éter (Αἰθήρ), Gea (Γῆ), Hydros (Ὕδρος), Nix (Νύξ), Océano (Ώκεανός), Physis (Φύσις), Tártaro (Τάρταρος) y Thesis (Θέσις). Otros seres similares, esta vez sí descritos como prole de alguno de los dioses inengendrados, también tienen su actuación en los mitos cosmogónicos y por lo tanto también son fuerzas primordiales. Entre estos se encuentran Acmón (Ἄκμων), Eón (Αἰών), Fanes (Φάνης), Hemera (Ἡμέρα), Metis (Μῆτις), Ourea (Oὔρεα), Ponto (Πόντος), Poros (Πόρος), Skotos (Σκότος), Talasa (Θάλασσα), Tecmor (Τέκμωρ), Tetis (Τηθύς) y Urano (Οὐρανός).

## Paralelos en la filosofía griega y versiones tardías
Aunque no están englobados dentro de la mitología griega propiamente, algunos filósofos renombrados también narraron sus propias teogonías con sus fuerzas o deidades primordiales. Empédocles, por ejemplo, nos dice que «lo Uno es esférico, eterno e inmóvil, y que lo Uno es la Necesidad, constituyendo su materia los cuatro elementos —el aire, el agua, la tierra y el fuego—   y, su forma, el Odio (Neikos, Νείκος) y la Amistad (Filotes, Φιλότης). Y dice que los elementos son dioses, y también el mundo, mezcla de los elementos». Platón introduce, en el Timeo, el concepto del Demiurgo (Δημιουργός), una deidad inteligente que modeló el universo a partir de las ideas. Boccaccio, aunque se ubica fuera de Antigüedad clásica, nos habla de Demogorgón, como el padre de los dioses, y que tiene como compañeras al Caos y a la Eternidad. Y también, en la mitología romana, nos encontramos con Jano, que como dios de los comienzos no tuvo progenitores, y de esta guisa parece una suerte de deidad primordial.

## Teogonía y cosmogonía hesiódicas
No hay una clasificación o definición estricta de las entidades o divinidades primordiales griegas. Algunos autores consideran cuatro primeras entidades o elementos primordiales: Caos, Gea, Tártaro y Eros.
Jan N. Bremmer habla de Urano (el cielo), Ourea (las montañas) y Pontos (el mar), una primera generación de descendientes concebidos sin relación sexual debido a su estatus primordial. Otros, como C. Scott Littleton en Gods, Goddesses, And Mythology, hablan de una «segunda generación de deidades primordiales», los hijos de la «pareja primordial» representada por Urano y Gaia: titanes, hecatónquiros, cíclopes...

### Los cuatro primordiales
Tras un himno introductorio a manera de proemio en el que canta a las musas, comienza la Teogonía propiamente. «En primer lugar existió el Caos», primera de las entidades primordiales, y luego surgieron «Gea la de amplio pecho», «el tenebroso Tártaro» y «Eros, el más hermoso entre los dioses inmortales». 
Aunque frecuentemente se asume que Gea, Tártaro y Eros descienden de Caos, esto no se corresponde ni está implicado en el texto de Hesíodo, que los presenta como realidades primarias como Caos que llegaron a la existencia independientemente. Como Gea, Caos forma posteriormente una familia propia a partir de dos descendientes que sí nacen de ella.

#### Caos
Rose analiza que aquella afirmación central de Hesíodo de que al comienzo de todas las cosas era Caos (χάος) es una expresión que ha dejado para toda la filosofía ulterior un espacio muy amplio para la interpretación y la especulación. 
La palabra «caos» no tenía para los griegos un significado que apunte a ninguna de las connotaciones actuales de desorden o confusión. 
Aunque la palabra parece significar originalmente «vacío» o «espacio», 
seguramente no designa simplemente un espacio vacío, dado que resulta muy improbable que los griegos hayan supuesto que al comienzo había «nada». Pero Hesíodo tampoco dice que Caos estaba allí siempre (desde toda la eternidad), sino que prefiere usar la palabra γένετο, para señalar su «génesis» o surgimiento.
En una revisión y actualización de la obra de Rose, Robin Hard agrega la idea de que aunque Caos signifique literalmente «amplio vacío» denota algo más que el mero espacio vacío, principalmente por tratarse de una característica primordial del universo. Esta «realidad turbia» apareció en las genealogías subsiguientes como la fuente primaria de lo oscuro y lo negativo en el mundo. Hard destaca además que Hesíodo se imagina a Caos como algo sólido, al menos lo suficientemente compacto como para ser afectado por el calor del rayo de Zeus. Por lo demás, Caos no desaparece, sino que continúa ocupando un lugar, una ubicación espacial, cuando ya está finalizada la construcción del universo: en un pasaje posterior se le sitúa entre Gea y Tártaro, la zona más profunda del inframundo.
Aunque Caos es en griego un sustantivo de género neutro, cuando se presenta como una deidad a veces se le trata como figura masculina y otras veces como femenina. Hesíodo utiliza «Χάος» con género neutro. Aristófanes escribe «Χάους» también como neutro, pero sugiere que pudiera ser una entidad femenina, pues fue fecundado por Eros para engendrar a las tribus de los pájaros. Quinto de Esmirna, siguiendo a Aristófanes, también usa la forma neutra «Χάους». Virgilio usa «Chao», que puede ser masculino o neutro. Boccaccio lo denomina como «este o esta» haciendo hincapié en que ni conoce su género ni tampoco es relevante.

#### Gea
Aun siendo una figura importante en su mitología, Gea no fue particularmente honrada en el culto de la antigua Grecia. Su rol primordial la diferenciaba aparentemente de los posteriores dioses olímpicos, con personalidades mucho más desarrolladas. Le fueron dedicados templos en varios lugares de Grecia, incluyendo uno en la ladera sur de la Acrópolis ateniense (honrada como Ge Kourotrophos) y otro en Esparta, compartido con Zeus Agoraios. Aunque actúa en los mitos como una persona y a veces se la muestra en obras de arte surgiendo del suelo en forma humana, no puede decirse que se trate de una deidad completamente antropomórfica por su inmediata y directa identificación con la tierra como elemento físico y natural.

#### Tártaro
Como en los poemas homéricos, el Tártaro hesiódico es la más profunda región del mundo, situada bajo el mismo Hades, a la misma distancia de este que la Tierra del Cielo. Fue el lugar donde las sucesivas generaciones de dioses encerraron a sus enemigos. 
Aunque muchos autores lo mencionan en el inicio de sus cosmogonías (Museo inicia su historia de la creación con él), otros autores griegos como Platón o Aristóteles, ignoraron los versos de la Teogonía donde se lo menciona. Martin West piensa que es posible que fuera insertado como una idea de último momento: ubicar el Tártaro en los inicios sería comprensible en una teogonía como la hesiódica, en la que el mundo se construye de abajo arriba. 
Cuando Tártaro es personificado se le considera padre de hijos siniestros, como Tifón (en la Teogonía, hijo de Gea y Tártaro) o, en fuentes posteriores, de Equidna y Tánatos (la muerte).

#### Eros
El Eros hesiódico es primordial, su acción es universal y previa a la distinción de sexos. Personifica la pasión, el anhelo amoroso y total y su existencia permite que los seres primigenios creen nuevos seres sin unión sexual. 
El papel de Eros es una invención destacable de Hesíodo, sin paralelo en las historias de la creación de Oriente próximo, posiblemente derivado de la posición de Poto en la cosmología fenicia. Hesíodo fue seguido solo por el mitógrafo argeo Acusilao (siglo V a. C.) en no atribuir padres a Eros. Autores posteriores le atribuyeron diferentes padres, pero dichas variaciones indican la ausencia de una tradición autorizada al respecto.

### Primera generación de deidades primordiales
El siguiente estadio en el desarrollo del universo comienza cuando Caos y Gea generan nuevos seres sin contacto con pareja masculina.

#### La familia de Caos
De Caos nacieron posteriormente Érebo (la oscuridad) y Nicte (la noche). 
Nicte concibió con su hermano Érebo a Éter (luminosidad) y Hemera (el día), para lo cual Hesíodo cambió el género gramatical de Érebo de neutro a masculino. Nicte es mucho más importante que su hermano porque, además de los dos hijos que tuvo con él, es la fundadora de la rama principal de la familia de Caos, al generar una serie de hijos por sí misma, en su mayoría personificaciones de las fuerzas oscuras, destructivas y negativas: Moros (Condena), Ker (Perdición), Tánatos (Muerte), Hipnos (Somnolencia), Geras (Senectud), Ezis (Dolor), Ápate (Engaño), Némesis (Venganza), Eris (Discordia), Filotes (Lujuria), Momo (Burla), las Hespérides (Guardia), los Oniros (Sueños), las Keres (Destrucción) y las Moiras (Destino), correspondiéndose estas dos últimas con Ker y Moro respectivamente.

#### La familia de Gea
De Gea surgió el «estrellado Urano», el cielo. En una simetría típica de las cosmologías griegas, el cielo es un igual respecto a la tierra y tiene «sus mismas proporciones, para que la contuviera por todas partes y poder ser así sede siempre segura para los felices dioses»; en la Ilíada y la Odisea es llamado «bronce» y «hierro» respectivamente, y parece representar un techo sólido, plano y paralelo a la tierra. También surgieron de Gea los Ourea (las montañas, morada de las ninfas) y Pontos, el mar, «sin mediar el grato comercio». Con el nacimiento del mar finalizan las «concepciones inmaculadas» de los hijos de Gea, la tierra; quizás su estatus «primordial» impedía que pudieran nacer de una relación sexual. 
Si la línea genealógica de Caos (a través de Nix) produjo toda una serie de fuerzas negativas o dañinas, Gea fue la progenitora de todo lo positivo y sustancial en el mundo: las características físicas del universo, las deidades que presidían distintos aspectos de la naturaleza y todos los grandes dioses y diosas. Gea fundó dos familias con sus dos hijos, la mayor a partir de su unión con Urano y una menor con Pontos, constituida básicamente por divinidades marinas, ninfas y seres de naturaleza monstruosa o grotesca que fueron posteriormente desplazadas por las deidades del orden olímpico.

### Segunda generación de deidades primordiales
La unión de Gea y Urano, de la tierra y el cielo, es un motivo mitológico muy común, en el que la relación sexual es una metáfora de la naturaleza como producto de dicha unión. De ella nacieron los titanes, que pese a ser conocidos como un colectivo, son un grupo mezclado, solo unos pocos de los cuales realmente adecuados para una cosmogonía, y Hesíodo tomó varios de ellos de otros contextos. Entre ellos se encuentran Océano y Tetis, aunque no forman la pareja cosmogónica mencionada por Homero.

...acostada con Urano, [Gea] alumbró a Océano de profundas corrientes, a Ceo, a Crío, a Hiperión, a Jápeto, a Tea, a Rea, a Temis, a Mnemósine, a Febe de áurea corona y a la amable Tetis. Después de ellos nació el más joven, Crono, de mente retorcida, el más terrible de los hijos y se llenó de un intenso odio hacia su padre.

Además de los titanes, Gea alumbró a los cíclopes, gigantes de un solo ojo, que fueron llamados Brontes (el que truena), Estéropes (el que da el rayo) y Arges (el que brilla). También a los hecatónquiros, gigantes con cien brazos y cincuenta cabezas de «fuerza inagotable y poderosa», llamados Briareo, Giges y Coto.
Según Francisco Rodríguez Adrados, la genealogía hesiódica proporciona una descripción del mundo y los elementos que lo componen, culminando en los titanes, «que ya no son dioses "naturales".» Con los titanes se inicia una narración sobre el sucesivo dominio y destronamiento de soberanos divinos: Urano es finalmente emasculado por su hijo, el titán Crono, quien a su vez será posteriormente destronado por Zeus, quien gobernaría a los posteriores Dioses olímpicos.
El primer mito propiamente hablando en la Teogonía es el que cuenta la disolución de la unión entre Gea y Urano y el derrocamiento de este último, motivado por el maltrato a su mujer e hijos. Urano odiaba a todos sus hijos y no les permitía emerger a la luz, lo que causaba tanta angustia a Gea que finalmente esta les instó a rebelarse contra él. Fue Crono, el benjamín de los titanes, el que armado con una hoz que había preparado expresamente Gea emasculó a Urano cuando se acercaba a su madre, permitiendo que sus hermanos salieran a la luz finalmente. Crono lanzó los genitales de su padre al mar, donde la espuma se reunió alrededor para generar a la diosa Afrodita Urania; algunas gotas de la sangre de Urano cayeron sobre Gea, que concibió tres últimas series de hijos de Urano: las erinias (personificación de la venganza), los gigantes y las melias. 
La separación de la pareja primordial Cielo-Tierra es un mito extendido en muy diversas culturas; en el antiguo Egipto Shu, personificación del aire, se interpuso entre Geb (el dios-Tierra) y Nut (la diosa-Cielo) para elevar a la segunda; mucho más lejos de Grecia, en los mitos maoríes de Nueva Zelanda, la unión entre Papa (Tierra femenina) y Rangi (Cielo masculino) era la primera fuente de vida, que quedaba prisionera por el apretado abrazo de los dos amantes, hasta que Tāne, dios de los bosques, usó su cuerpo para separarlos. El mito hitita-hurrita de Kumbarbi tiene tales paralelismos con la historia de Urano y Crono como para sugerir que fuera conocido por el autor de la Teogonía. Hesíodo no incidió en la elevación del cielo, centrándose sobre todo en las implicaciones dinásticas del conflicto familiar.
El significado de la palabra «titanes» es incierto, como lo es la cuestión de su origen y de quiénes fueron los primeros en creer en ellos. Buena parte del conocimiento elaborado sobre ellos es deducido de pocos y dudosos datos, aunque puede darse por cierto que se trata de figuras tenidas por extremadamente antiguas ya durante la Grecia histórica. La batalla de los titanes contra los dioses olímpicos y la victoria de estos últimos, según Rose, es posiblemente una reminiscencia del enfrentamiento entre una cultura previa y los griegos.

## Otras teogonías y deidades primordiales
Aunque el paso del tiempo sólo nos ha dejado completa una obra de poesía teogónica —la Teogonía de Hesíodo—, las huellas de otras obras de temática similar, en otros lugares de Grecia, nos dicen que este tipo de poesía se cultivaban en buena parte de Grecia, sin que puedan adscribirse a regiones determinadas. Por desgracia ninguna obra se ha conservado completa y nos ha llegado a nuestros días de manera muy fragmentaria.

### Alcmán
En las obras de Alcmán, que nos han llegado severamente mutiladas, también contienen en su centro una cosmogonía. El primer documento referente a la cosmogonía de Alcmán se encontró en 1957. Se trata de un escrito papiráceo denominado Papiro de Oxirrinco 24, datado en el siglo II. En el proemio se pueden apreciar la aparición de los dioses primordiales, a saber: «...de él Poros («Comienzo») ... el viejo Tecmor («Fin») ... y la tercera la Oscuridad (Skotos)...». Por el comentario del texto se sabe que se proponía una fase más antigua en que había una «materia» o sustancia original confusa y mezclada. De ella surgían Poros, el sendero del camino, y Tecmor, la meta del camino. Más tarde se ubicaría una ulterior diferenciación, operada por Tetis (entiéndase como Thesis), la diosa o fuerza divina que traería el orden al cosmos, inicialmente confuso y desordenado. El poder de los tres dioses —Thesis, la Creación; Poros, el Comienzo y Tecmor el Final— acabaría formando a otra generación de dioses primordiales: «el día (Amar), la luna (Melana), y tercera la obscuridad (Skotos): los destellos (Marmarugas; o las estrellas). El día, no solo, sino con el sol. Al principio existía únicamente la obscuridad, después una vez diferenciada...». Alcmán también introduce a otro primordial, Acmón. Se le llama padre de Urano, y a quien pertenece los confines del cielo. Eustacio explica que se le llaman Acmón porque el movimiento celestial es infatigable (akamatos) en su devenir. Los hijos de Urano también son denominados Acmónidas. Ese Acmón parece estar relacionado de manera natural con el luminoso Éter. Parece que la Titanomaquia seguía el pensamiento de Alcmán: «Cielo era hijo de Éter, según el que escribió la Titanomaquia». Y además, «el que escribió la Titanomaquia dice que todo procede de Éter».

### Aristófanes
La fuente más antigua que se conserva acerca de los primordiales es la comedia Las aves de Aristófanes, en la que se habla de Eros (no de Fanes) para referirse al nacido del huevo originario de Nix. Aristófanes nos habla de los albores de la creación para referirse al origen de las tribus de los pájaros: «en el principio existía el Caos y la Noche (Nix), el negro Érebo y el ancho Tártaro, y no existían la Tierra (Gea) ni el Aire (Aer) ni el Cielo (Urano). La Noche de negras alas engendró antes que nada en los infinitos recovecos del Érebo un huevo huero del que nació con el curso de las estaciones Eros, el deseado, cuya espalda refulgía con dos alas de oro, semejante a los rápidos remolinos del viento. Unióse él con el Caos alado en el ancho Tártaro y dio nacimiento a nuestra raza (los pájaros), la primera que sacó a la luz. La raza de los inmortales no existió antes que Eros combinara todos los elementos, y una vez mezclados unos elementos con otros nacieron el Cielo, el Océano, la Tierra y la raza imperecedera de todos los dioses bienaventurados».

### Epiménides
Dentro de la obra de Epiménides destaca una teogonía que, según relata Diógenes Laercio, constaba de cinco mil versos y era conocida como Génesis y teogonía de los curetes y de los coribantes. Damascio nos pone en contexto: «Epiménides postuló dos primeros principios: Aer y Noche (...) de los que fue engendrado el Tártaro (supongo que el tercer principio, como una cierta mezcla combinada de los dos). De ellos, dos titanes, un intermedio comprensible, llamado así porque en ambos se distiende la punta y el extremo. Mezclados ambos entre sí engendraron un huevo (...) del que luego surgió otra generación». Filodemo también nos confirma el excursus de Epiménides: «en los versos épicos atribuidos a Epiménides, se dice que todo se formó de Aer y Noche, como también Homero señaló que Océano y Tetis engendraron a los dioses. Algún otro considera padre y madre de los dioses a Crono y Rea, y otros a Zeus y Hera».

### Ferécides
Ferécides de Siros, en su Heptámykhos («Siete receptáculos») nos propone una cosmogonía filosófica. La primera noticia que se tiene sobre la obra de Ferécides es un testimonio de Diógenes Laercio y la Suda apunta que Ferécides de Siros es autor de una teología de diez libros narrada en prosa. El autor nos dicen que al principio existían «tres principios que siempre habían existido: Zas (Ζάς, Zeus), Ctonia (Χθονίη, la Tierra infecunda) y Cronos (Χρόνος, el Tiempo)». Zas fecunda a Ctonia (uniéndose en matrimonio), que entonces pasaría a llamarse Gea (Γῆ). La labor de Chronos, el Tiempo, es la de ser un demiurgo, que mediante un onanismo forma el fuego, el aire y el agua. En el tercer día de la creación Zas le regala a Ctonia un manto decorado con los motivos de la Tierra y el Ogeno (Océano). Tras la creación del mundo y el establecimiento de los elementos en orden Ferécides establece una lucha entre Crono y Ofioneo (Ofión) en la que finalmente vence el Tiempo y expulsa a Ofioneo a las profundidades marinas del Ogeno.

### Higino
Higino, autor latino, es el único en citar que el principio de todo fue la Calígine (las Tinieblas). En el prefacio de sus Fábulas empieza narrándonos lo siguiente: «Ex Caligine Chaos: ex Chao et Caligine, Nox, Dies, Erebus, Aether», esto es, «De las Tinieblas: el Caos. Del Caos y de las Tinieblas: Noche, Día, Erebo, Éter». Por lo demás el autor no explica qué o quién era la Calígine, acaso el estado inicial del cosmos.

### Homero
Los primeros intentos se aprecian en la Ilíada de Homero, en un pasaje del canto XIV en el que Hera dice que quiere reconciliar «a Océano, padre de los dioses, y a la madre Tetis», reminiscencia del mito babilónico de Apsu y Tiamat recogido en el Enûma Elish. West cree que esos versos nos hablan de un mito en donde Océano y Tetis fueron los progenitores de toda la raza de los dioses. La idea del agua como elemento primordial prefigura a Ferécides de Siros y a Tales de Mileto.

### Orfismo
La cosmología órfica intenta llenar el abismo entre un Caos vacío y el mundo visible con un relato distinto, según el cual al principio de todo estaban Caos, la noche (Nix) y Érebo. Nix habría puesto un huevo, del que surgió Eros, que en otros relatos es denominado Fanes, Protogonos (el «primer nacido») y conocido además como Metis (aquí como sustantivo masculino) y Ericepayo —Erikapaios («comedor de brezo»)—), pero se trata del mismo padre (o madre, dado que en algunas versiones se lo describe como hermafrodita) de una gran cantidad de generaciones de dioses. Nix (Noche) es también mencionada como primer principio por muchos poetas y filósofos griegos. En el orfismo temprano, Noche es la madre del Cielo (Urano); la colección imperial de Himnos órficos, tras dos himnos introductorios, comienza con un himno a Noche.  En el Papiro de Derveni se nos dice que la teogonía órfica consideraba a Zeus como creador de todos los dioses y el mundo. Nix, Urano y Crono fueron los anteriores gobernantes del universo. Zeus atacó a su padre Crono siguiendo un oráculo de la Noche. En otra variante, y según el mítico Orfeo, al principio existía Hydros, las aguas primordiales, de las que se solidificó el limo del que se formó la Tierra (Gea). De la unión entre el agua y la tierra surgieron el Tiempo (Chronos), la Necesidad (Ananke) y Fanes, que nació de un huevo. O bien Chronos era imaginado como una serpiente y a su debido tiempo engendró a tres dioses primordiales: el Éter, aire superior; el Érebo, el aire inferior; y en medio de estos también se ubicaba Caos ilimitado. Después Chronos engendró un huevo de que emergió toda la materia. Epifanio dijo que el mundo comenzó con un huevo y con él emergió un Viento (las formas entrelazadas de Ananke y Chronos).